# Trifurcula serotinella
Trifurcula serotinella là một loài bướm đêm thuộc họ Nepticulidae. Nó được miêu tả bởi Herrich-Schäffer năm 1855. Nó được tìm thấy ở Pháp, Đức, Áo, Thụy Sĩ, Cộng hòa Séc và România.